# Grêmio Esportivo Juventus
Der Grêmio Esportivo Juventus, in der Regel nur kurz Juventus oder Juventus-SC genannt, ist ein Fußballverein aus Jaraguá do Sul im brasilianischen Bundesstaat Santa Catarina.
Aktuell spielt der Verein in der vierten brasilianischen Liga, der Série D.

## Erfolge
- Staatsmeisterschaft von Santa Catarina – 2nd Division: 2004

## Stadion
Der Verein trägt seine Heimspiele im Estádio João Marcatto in Jaraguá do Sul aus. Das Stadion hat ein Fassungsvermögen von 10.270 Personen.

## Trainerchronik
Stand: 18. Juni 2021
| Trainer     | Nation    | von             | bis               |
| ----------- | --------- | --------------- | ----------------- |
| Pingo       | Brasilien | 1. Juli 2012    | 30. Juni 2014     |
| Jorginho    | Brasilien | 5. August 2020  | 30. November 2020 |
| Raul Cabral | Brasilien | 13. Januar 2021 | 5. März 2021      |
| Pingo       | Brasilien | 18. März 2021   | heute             |